# 田辺誠一
田辺 誠一（たなべ せいいち、1969年〈昭和44年〉4月3日 - ）は、日本の俳優、映画監督である。
東京都杉並区出身。enchanté所属。妻は女優の大塚寧々。

## 略歴
東京で生まれた後、4歳まで山口県吉敷郡小郡町（現在の山口市）で育ち、その後東京へ戻る。
18歳の時に第2回『メンズノンノ』専属モデルに選ばれモデルデビュー。応募者数5000人。以後は1994年までモデルとして活動し23歳の時に俳優デビュー。最初は深夜時間帯のテレビドラマが主だったが、次第に映画やテレビコマーシャルへの出演も多くなる。
1997年には当時16歳だった安達祐実主演の『ガラスの仮面』で速水真澄役を演じ、多くのファンの心を掴んだ。このドラマは、1997年から1999年までにガラスの仮面、ガラスの仮面2、ガラスの仮面完結編が放送されるなど人気シリーズとなった。
1999年、初監督作品『dog-food』がベルリン国際映画祭に正式招待される。渋谷ユーロスペースで劇場公開。2003年には2本目となる監督作品『ライフ イズ ジャーニー』が渋谷シネクイント他で劇場公開される。
2002年に大塚寧々と結婚。大塚とはその後数々のテレビCMで共演し(結婚前にも共演あり)、映画「恋する・ヴァンパイア」では夫婦役で共演している。同年、日本とフランスの両国で公開された映画『ハッシュ!』が『キネマ旬報ベスト・テン』の日本映画部門で2位にランクインし、田辺自身も数多くの賞を受賞。
2008年、映画『ハッピーフライト』に主演。この作品のように喜劇的な役、騒々しい軽薄な人物から、寡黙でクールな二枚目、悪役まで役柄の幅は非常に広い。

## 人物・エピソード
- 子供の頃から水泳を10年習い、高校時代はボート部として活躍[7]。文化系に見られがちだが体育会系でもある。高校時代の握力は55kg。
- 1985年、16歳の時、「Art Project Swim（アート・プロジェクト・スウィム）」を結成し、自主制作映画、絵画や小説、写真といった創作活動を展開する。後にアート活動が通産省・日経のデジタル部門で賞を受ける。
- 舞台では蜷川幸雄、宮藤官九郎、劇団☆新感線の作品に多数出演している。
- 主演を務める『三代目明智小五郎』では、コメディ部分の脚色・構成としてスタッフ参加している。
- 聖飢魔II創始者のダミアン浜田は、いとこにあたる。
- 日本人俳優で初めてのホームページ開設（1996年）、ブログ開設、ツイッター・アカウント開設とデジタルに造詣が深い。
- ツイッターで車種のわからない車の絵や、犬種のわからない犬（それ以前に犬なのかすら不明）の絵などを公開している。技巧に長けないヘタウマであるが、どこか愛らしい独創的な絵柄で、フォロワーを中心に支持され「画伯」と称されるようになる[8]ほどの奇才ぶりを発揮し、俳優部門では最多の60万人のフォロワー（2015年12月現在）を獲得している。また、その犬の絵がチャリティーキャラクターグッズになるなどの展開を見せている。その独特の絵柄の求心力を買われて、2015年にはNHKから第66回NHK紅白歌合戦のシンボルマークを依頼され、描き下ろしている[9]。また、それまでに描いた絵で2015年4月に渋谷パルコで個展「田辺誠一画伯・絵画展 かっこいい犬。わんダーランド」を開き、その後全国各地を巡回して個展を開催している[10]。なお、絵を描くようになった原点はキン肉マンとのことで、小学生時代は漫画のキャラクターを描くことに、中学生時代はゴッホの絵画を模写したり美術に興味を持つようになり、絵で東京都世田谷区から授賞されたこともあった。中学校の美術の先生から父親に美術大学進学を勧められたこともあった[7]。
- 建築、デザイン一般、インテリアなどにも造詣が深い。趣味は建築写真集を見ること、図面を引き建築模型を造ることである。

## 出演

### テレビドラマ
- 熱い胸さわぎ 第3章 思い出のリボン（TBS、1992年）
- ずっとあなたが好きだった（TBS、1992年7月3日 - 9月25日） - 高田幸治 役  ※川原永詩名義
- La cuisine「にぎり」「鰻」（フジテレビ、1992年10月13日・1993年2月9日） - 主演
- 映画みたいな恋したい（テレビ東京、1993年）[どれ?]
- あすなろ白書（フジテレビ、1993年10月11日 - 12月20日） - 掛居保の友人 役
- クニさんちの魔女たち（テレビ朝日、1994年） - 竹内勇作 役
- 夢見る頃を過ぎても（TBS、1994年） - 桜井由紀夫 役
- STATION（日本テレビ、1995年） - 黒岩拓美 役
- 夏!デパート物語（TBS、1995年） - 南条雄作 役
- 妊娠ですよ2（関西テレビ、1995年）
- Missダイヤモンド（テレビ朝日、1995年） - 早川京介 役
- しんドラ あの日に戻りたい（日本テレビ、1995年） - 主演・北山雅樹 役
- きっと誰かに逢うために（テレビ東京、1996年）
- ふたりのシーソーゲーム（TBS、1996年） - 桐野利幸 役
- サイコメトラーEIJI（日本テレビ、1997年） - 沢木晃 役
- さやかなる恋（東日本放送、1997年）[要出典]
- ガラスの仮面（テレビ朝日、1997年） - 速水真澄 役
- クリスマスドラマスペシャル 聖夜に逢いたい 男女3組湾岸の夜（テレビ東京、1997年） - 平尾悟 役
- 甘い結婚（フジテレビ、1998年） - 桜木朋哉 役
- ガラスの仮面2（テレビ朝日、1998年） - 速水真澄 役
- 大河ドラマ（NHK総合）
  - 徳川慶喜（1998年） - 藤田小四郎 役
  - 風林火山（2007年） - 小山田信有 役
  - 青天を衝け（2021年） - 尾高惇忠 役
  - どうする家康（2023年） - 穴山梅雪 (信君) 役[11]
- つげ義春ワールド「紅い花」（テレビ東京、1998年） - 主演
- 恋の奇跡（テレビ朝日、1999年） - 聖達彦 役
- ガラスの仮面 スペシャル（テレビ朝日、1999年） - 速水真澄 役
- らせん（フジテレビ、1999年） - 織田恭助（東健一） 役
- 走れ!ノボセモン〜九州・博多〜（NHK総合、1999年） - 主演・井野一伴 役[12]
- 京極夏彦「怪」（WOWOW、2000年） - 主演・御行の又市 役
- 月下の棋士（テレビ朝日、2000年） - 滝川幸次 役
- フードファイト（日本テレビ、2000年） - 加賀見俊介 役
- 2001年のおとこ運（フジテレビ、2001年） - 天羽良之 役
- R-17（テレビ朝日、2001年） - 乃木真也 役
- 山田風太郎 からくり事件帖-警視庁草紙より-（NHK総合、2001年） - 千羽兵四郎 役
- 恋人はスナイパー（テレビ朝日、2001年） - 船木健一 役
- 伝説のワニ ジェイク 22話（テレビ東京、2001年） - 史東山 役
- 正月時代劇 おらが春〜小林一茶〜（NHK総合、2002年） - 草杖 役
- プリティガール（TBS、2002年） - 高嶺遼 役
- 松本清張没後10年記念 張込み（テレビ朝日、2002年） - 石井久一 役
- 眠れぬ夜を抱いて（テレビ朝日、2002年） - 進藤要士 役
- 夢のカリフォルニア（TBS、2002年） - 中林倫太郎 役
- 結婚泥棒（NHK総合、2002年） - 村井宗一 役
- ナイトホスピタル〜病気は眠らない〜（読売テレビ、2002年） - 東浩太郎 役
- きみはペット（TBS、2003年） - 蓮實滋人 役
- 忠臣蔵〜決断の時（テレビ東京、2003年） - 清水一角 役
- 人間の証明（フジテレビ、2004年） - 佐伯友也 役
- 南くんの恋人（テレビ朝日、2004年） - 日下部征一郎 役
- サボテン・ジャーニー（日本テレビ、2004年） - 観音崎実 役
- 徳川綱吉 イヌと呼ばれた男（フジテレビ、2004年） - 柳沢吉保 役
- 離婚弁護士II〜ハンサムウーマン〜（フジテレビ、2005年） - 高木正樹 役
- 笑う三人姉妹（NHK総合、2005年） - 広瀬ヘンリー 役
- 大奥〜華の乱〜（フジテレビ、2005年） - 牧野成住 役
- 里見八犬伝（TBS、2006年1月） - 網乾左母二郎 役
- 弁護士のくず（TBS、2006年4月） - 大塚平太 役
- 松本清張スペシャル 蒼い描点（フジテレビ、2006年） - 崎野竜夫 役
- だめんず・うぉ〜か〜（テレビ朝日、2006年） - 小山内静 役
- 瑠璃の島スペシャル2007（日本テレビ、2007年） - 宮原聖一郎 役
- ホテリアー（テレビ朝日系、2007年） - 緒方耕平 役
- 肩ごしの恋人（TBS、2007年） - 柿崎祐介 役
- 日本テレビ開局55周年記念番組 ヒットメーカー 阿久悠物語（2008年） - 主演・阿久悠 役
- NHKスペシャル（NHK総合）
  - 最後の戦犯（NHK名古屋制作、BSハイビジョン、2008年11月29日・総合、12月7日） - 野田秀和 役
  - 気骨の判決（NHK名古屋制作、2009年） - 西尾智紀 役
- 時代劇スペシャル 花の誇り （NHK総合、2008年） - 寺井織之助 役[13]
- 連続ドラマW （WOWOW）
  - 空飛ぶタイヤ（2009年） - 沢田悠太 役
  - 造花の蜜（2011年） - 橋場有一 役
  - 賢者の愛（2016年） - 澤村諒一 役
  - 撃てない警官（2016年） - 主演・柴崎令司 役 [14]
  - 坂の途中の家（2019年4月27日 - 6月1日） - 山咲陽一郎 役[15]
- 神の雫（日本テレビ、2009年） - 遠峰一青 役
- ふたつのスピカ（NHK総合、2009年） - 佐野貴仁 役
- 小公女セイラ（TBS、2009年） - 亜蘭由紀夫 役
- 853〜刑事・加茂伸之介（テレビ朝日、2010年） - 武藤勇作 役
- 三代目明智小五郎〜今日も明智が殺される〜（TBS、2010年） - 主演・明智中五郎 役
- お母さんの最後の一日（テレビ朝日、2010年） - 羽山医師 役
- TAROの塔（NHK、2011年） - 岡本一平 役
- 連続テレビ小説（NHK総合）
  - どんど晴れスペシャル（2011年） - 高木寿之 役
  - らんまん（2023年4月20日 - 9月29日）- 野田基善 役[16]
- 11人もいる!（テレビ朝日、2011年） - 真田実 役
- デカ 黒川鈴木（読売テレビ、2012年） - 白石高作 役
- 37歳で医者になった僕〜研修医純情物語〜（関西テレビ、2012年） - 森下和明 役
- Answer〜警視庁検証捜査官（テレビ朝日、2012年） - 永友真一 役
- 東野圭吾ミステリーズ 第10話「二十年目の約束」（フジテレビ、2012年） - 村上照彦 役
- ドルチェ（フジテレビ、2012年） - 金本健一 役
- ネオ・ウルトラQ（WOWOW、2013年） - 主演・南風原仁 役
- ラストホープ（フジテレビ、2013年） - 高木淳二
- ゆりちかへ ママからの伝言（名古屋テレビ、2013年） - 小山田亮太 役
- ガリレオ 第2シーズン 第四章「曲球る」（フジテレビ、2013年） - 柳沢忠正 役
- 斉藤さん2（日本テレビ、2013年7月 - 9月） - 山内弘高 役
- 金曜プレステージ 宮部みゆきドラマスペシャル・淋しい狩人（フジテレビ、2013年） - 樺野刑事 役
- 夫のカノジョ（TBS、2013年10月 - 12月） - 小松原麦太郎 役
- 月曜ゴールデン特別企画・SRO〜警視庁広域捜査専任特別調査室〜（TBS、2013年） - 山根新九郎 役
- 地の塩（WOWOW、2014年） - 行永太一 役
- TEAM -警視庁特別犯罪捜査本部-（テレビ朝日、2014年） - 島野誠 役
- スペシャルテレビドラマ・妻たちの新幹線（NHK名古屋、2014年） - 石澤應彦 役
- ディア・シスター（フジテレビ、2014年10月 - 12月） - 櫻庭宗一郎 役
- となりのシムラ（NHK総合、2014年） - タテノシマ建設のモリオカ 役、かっちゃん 役
- 戦う!書店ガール（関西テレビ、2015年1月 - 3月） - 田代敏之 役
- 金曜プレミアム 鬼平犯科帳スペシャル 浅草・御厩河岸（フジテレビ、2015年） - 岩五郎 役
- プレミアムドラマ（NHK BSプレミアム）
  - 忌野清志郎 トランジスタ・ラジオ（2015年5月3日） - 小林（美術部顧問）役
  - 捜査会議はリビングで!（2018年7月15日 - 9月2日）  - 主演・森川晶 役（W主演：観月ありさ）
    - 捜査会議はリビングで おかわり!（2020年2月2日 - 3月22日）  - 同上
- 最後のレストラン（NHK BSプレミアム、2016年） - 主演・園場凌 役[17]
- とげ 小市民 倉永晴之の逆襲（フジテレビ、2016年10月 - 11月） - 主演・倉永晴之 役[18]
- Xmasミステリー特別企画 ホテル警備隊 田辺素直（テレビ東京、2016年） - 主演・田辺素直 役
- 日曜イベントアワー 春の新作ミステリー 更生補導員・深津さくら 殺人者の来訪〜告解者〜（2017年3月26日、テレビ東京） - 久保島健悟 役[19]
- ボク、運命の人です。（日本テレビ、2017年4月 - 6月） - 烏田翔吉 役
- 父、ノブナガ。（TBS、2017年） - 主演・小田一夫 役
- 相棒（テレビ朝日） - 田臥准慈 役
  - season16 第1話「検察捜査」（2017年10月18日）
  - season16 第2話「検察捜査〜反撃」（2017年10月25日）
- やけに弁の立つ弁護士が学校でほえる（NHK総合、2018年4月21日 - 5月26日） - 三浦雄二 役
- 刑事7人（テレビ朝日） - 海老沢芳樹 役
  - Season4（2018年7月11日 - 9月12日）
  - Season5（2019年7月10日 - 9月18日）
  - Season6（2020年8月5日 - 9月30日）
  - Season7（2021年7月7日 - 9月15日）
  - Season8（2022年7月13日 - 9月14日）[20]
  - Season9（2023年6月7日 - 8月9日）[21]
- 3年A組-今から皆さんは、人質です-（日本テレビ、2019年1月 - 3月） - 武智大和 役
- 私のおじさん〜WATAOJI〜（テレビ朝日、2019年1月 - 3月） - 泉雅也 役
- 探偵が早すぎる スペシャル（読売テレビ、2019年12月13日・20日） - 世界一の奇術師・枡田圭介 役（特別出演）
- アライブ がん専門医のカルテ（フジテレビ、2020年1月9日 - 3月19日） - 須藤進 役
- 探偵・由利麟太郎（関西テレビ、2020年6月16日 - 7月14日） - 等々力警部 役[22]
- モコミ〜彼女ちょっとヘンだけど〜（テレビ朝日、2021年1月23日 - 4月3日） - 清水伸寛 役
- 女王の法医学〜屍活師〜（2021年5月31日、テレビ東京） - 村上衛 役
  - 女王の法医学〜屍活師〜2（2022年3月21日）
  - 女王の法医学～屍活師～3（2022年7月3日）[23]
- 消えた初恋（テレビ朝日、2021年10月9日 - 12月18日） - 谷口正博 役[24][25]
- 婚姻届に判を捺しただけですが（TBS、2021年10月19日 - 12月21日） - 森田聡 役[26][27]
- DCU〜手錠を持ったダイバー〜 第8話・最終話（TBS、2022年3月13日・20日） - 戸塚明男 役[28]
- それってパクリじゃないですか?（日本テレビ、2023年4月12日 - 6月14日） - 田所ジョセフ 役[29]
- 連続ドラマW-30 ギフテッド Season2（WOWOW、2023年10月14日 - 12月2日） - 天草恒河 役[30]
- ドラマ25 ハコビヤ（テレビ東京、2024年1月13日 - 3月2日） - 主演・白鳥剣 役[31]
- 藤子・F・不二雄 SF短編ドラマ シーズン2「マイシェルター」（NHK BS、2024年4月14日）[32]
- スカイキャッスル（テレビ朝日、2024年7月25日 - 9月26日） - 浅見英世 役[33]
- テレビ朝日開局65周年記念 ドラマプレミアム 終りに見た街（テレビ朝日、2024年9月21日） - 先輩俳優 役[34]
- 放課後カルテ（日本テレビ、2024年10月12日 - 12月21日） - 高崎修二 役[35]
- ドラマ9 法廷のドラゴン（テレビ東京、2025年1月17日 - 3月7日） - 天童辰夫 役[36]
- Dr.アシュラ（フジテレビ、2025年4月16日 - 6月25日） - 大黒修二 役[37]

### 映画
- 冬の河童（1995年） - ツグオ
- 陽炎2（1996年、監督：橋本以蔵） - 中島栄十郎
- アタシはジュース（1996年） - 前田
- 四月物語（1998年） - 山崎先輩
- MIND GAME（1998年、監督：田口浩正） - 主演・片山一樹（W主演：柏原崇）
- BLUES HARP（英語版）（1998年、監督：三池崇史） - 主演・健二
- 激しい季節（1998年） - 主演・井上英樹[38]
- ベル・エポック（1998年） - 石橋正隆
- あつもの 杢平の秋（1999年、監督：池端俊策） - 馬野光一
- リング0 バースデイ（2000年） - 遠山博
- 京極夏彦「怪」七人みさき（2000年） - 主演・御行の又市 ※テレビドラマの劇場公開版
- ハッシュ!（2001年） - 主演・栗田勝裕
- 害虫（2002年） - 緒方智
- 黄泉がえり（2003年） - アイバンクの医師
- さよなら、クロ（2003年） - 三枝昭吾
- 半落ち（2004年） - 片桐時彦
- 解夏（2004年） - 松尾輝彦
- 伝説のワニ ジェイク（2004年、監督：犬童一心） - 史東山 ※テレビドラマの劇場公開版
- 恋人はスナイパー 劇場版（2004年） - 船木健一
- ラブドガン（2004年） - 葉山田明良
- 恋の門（2004年） - 登山者
- 約三十の嘘（2004年） - 久津内守
- またの日の知華（2005年、監督：原一男） - 和也
- フリック（2005年、監督；小林政宏） - 滑川郁夫
- イン・ザ・プール（2005年） - 大森和雄
- せかいのおわり（2005年） - 中本
- スクールデイズ（2005年） - 赤井（鴻ノ池先生）
- 明日の記憶（2006年） - 園田守
- ハチミツとクローバー（2006年） - 原田
- ベルナのしっぽ（2006年） - 隆一
- NANA2（2006年） - 川野高文
- ぐるりのこと。（2008年） - 売春事件の裁判長
- ハッピーフライト（2008年） - 主演・鈴木和博
- 少年メリケンサック（2009年） - TELYA
- ブラック会社に勤めてるんだが、もう俺は限界かもしれない（2009年） - 藤田巧己
- LIAR GAME ザ・ファイナルステージ（2010年） - 仙道アラタ
- ジーン・ワルツ（2011年） - 清川吾郎
- ランウェイ☆ビート（2011年） - 溝呂木羅糸
- ロボジー（2012年）
- 紙の月（2014年） - 梅澤正文
- おかあさんの木 （2015年） - 坂井昌平
- Mr.マックスマン（2015年） - 高倉陽介
- 君と100回目の恋（2017年） - 長谷川俊太郎
- 斉木楠雄のΨ難（2017年） - 斉木國春[39]
- BLEACH 死神代行篇（2018年） - 浦原喜助[40]
- 雪の華（2019年） - 美雪の主治医・若村[41]
- 恐竜超伝説 劇場版ダーウィンが来た!（2020年） - ナレーション
- 劇場版 トリリオンゲーム（2025年） - 宇喜多隼人[42]
- 僕らは人生で一回だけ魔法が使える（2025年） - シンヤ[43]

### 舞台
- 草迷宮（蜷川幸雄）
- グリークス（蜷川幸雄） - アキレウス
- 大人計画
  - 熊沢パンキース 03（宮藤官九郎）
  - 七人の恋人（宮藤官九郎）
  - サッドソング フォー アグリードーター（宮藤官九郎）
  - キレイ〜神様と待ち合わせした女〜（再々演）（2014年12月-2015年1月、松尾スズキ） - マジシャン
- 新・近松心中物語 〜それは恋〜（蜷川幸雄） - 与兵衛
- 劇団新感線（いのうえひでのり）
  - 荒神
  - いのうえ歌舞伎☆號『IZO』
  - 鋼鉄番長
- 信長
- あべ一座（宮藤官九郎）
- 八犬伝（2013年3月 - 4月、シアターコクーンほか）
- 誰か席について（2017年、シアタークリエ、ほか）

### テレビアニメ
- ケロロ軍曹（テレビ東京系、2011年2月19日） - 闇鍋奉行ナベベ

### アニメ映画
- どんぐりの家（1997年）
- アタゴオルは猫の森（2006年） - ギルバルス 役

### バラエティ
- トップランナー（2001年 - 2002年、NHK総合）- 司会
- アシタスイッチ（2012年 - 2013年、CBC） - 司会
- 僕たちのホームステイ（2015年8月30日、TBS） - 司会[44]
- おっかけのおっかけ（2015年10月6日、フジテレビ） - 司会[45]
- シャキーン!（2016年4月 - 2017年3月、2017年4月 - 2018年3月、NHK教育テレビ） - ショートドラマ『天才数学者 56（ゴロー）教授』56教授、『月曜の男シアター』雑学亭吾郎 役
- 旅するイタリア語（2018年10月 - 、NHK教育テレビ） - 旅人
- 徹子の部屋（2023年8月2日、テレビ朝日）

### ドキュメンタリー
- BSジャパン開局 10周年記念番組 美しい地球の讃歌（2010年5月22日、BSジャパン）
- イタリア ミラノ 美をめぐるものがたり〜麗しの邸宅美術館×ルネサンスの“横顔美人”〜（2014年4月18日〈TBS〉、2014年4月27日〈BS-TBS〉） - 旅人[46]
- にっぽん!歴史鑑定（2015年4月6日 - 2023年3月20日、BS-TBS） - 歴史鑑定士（ナビゲーター）[47]
- NHKドキュメンタリー ウルトラ重機〜究極の超巨大ワールド〜（2015年11月28日、NHK BSプレミアム）
- SHISEIDO presents 才色健美〜強く、そして美しく〜with Number（2019年4月5日 - 2021年3月26日、BS朝日） - 番組ナビゲーター
- 天馬空を翔る（2021年6月26日、山口朝日放送） - 案内役[5]
- 新美の巨人たち（2020年1月 -、テレビ東京） - Art Traveler
- Seeder〜笑顔のタネをまく人〜（2022年10月2日 - 、TBSテレビ） - 語り

### ラジオ
- ザ・グレンリベット presents はじまりのおと（2021年11月2日 - 、 InterFM897） - DJ[48]

### 広告
- 日産自動車 「ルキノ」（1994年 - 1996年） ※江口洋介、大塚寧々らと共演
- シチズン時計 「エコドライブ」（1996年）
- サントリー
  - 「マドンナ」（1996年 - 1997年）
  - 「はなうた」（2009年） ※妻の大塚寧々と共演
- JR東日本 「SKI SKI」（1996年 - 1997年）
- 三菱電機 「携帯電話」（1998年 - 1999年）
- 大塚ベバレジ 「十萌茶」（1999年 - 2000年）
- 野村證券（2000年 - 2001年） - 映画『犬神家の一族』のパロディ。金田一耕助を担当
- トヨタ自動車 「カローラスパシオ」（2002年 - 2003年）
- サンヨー食品 「サッポロ一番」（2003年 - 2004年）
- 大塚製薬 「ネイチャーメイド・マルチビタミン」（2004年 - 2005年）
- サッポロビール 「冬物語」（2006年）
- 花王 「スタイルフィット」（2007年）
- ブラウン「Series7」（2010年） ※寺脇康文と共演
- ユニクロ「マイクロフリース」（2011年12月 - ） ※妻の大塚寧々と共演
- 第一生命「順風ライフ パワーメディカル」（2013年4月 - ） ※「Dセイバー」のリーダー、セイバー・ミドルを担当
- 大塚家具（2014年1月 - ） ※妻の大塚寧々と共演
- マンダム「ルシード」（2014年3月 - ） ※妻の大塚寧々と共演
- マルイ「らくちんシリーズ」（2014年3月 - ）

### 配信ドラマ
- Dr.アシュラ スペシャルドラマ「医療監修編」（2025年6月11日、FOD） - 大黒修二 役[49]

### その他
- 家族写真（2025年4月7日 - 、TRAIN TV） - 武田雅人 役[50]

## 監督作品
- DOG-FOOD（1999年） - 脚本・監督、ベルリン国際映画祭フォーラム部門正式招待作品
- discord（1999年）
- ライフ イズ ジャーニー（2003年） - 監督・脚本

## 著作
- 『眠らない羊』（ISBN 9784048836081、2000年1月28日発売、角川書店）[51]
- 『偉人たちの最高の名言に田辺画伯が絵を描いた。』（ISBN 9784023313910、共著：水野敬也、2015年10月20日発売、朝日新聞出版）[52]
- 『欧州旅日記』（ISBN 978-4-86311-181-3、2018年3月14日発売、産業編集センター）[53]

## CD-ROM
- dics magazine SWIM（1997年）- 短編映像や詩、デジタルアート、ラジオドラマなどをパッケージにしたもの
- dics magazine SWIM next(2)（1998年)

## 受賞歴
- 日経パブリッシンググランプリ個人賞（1997年）- dics magazine SWIMでの受賞
- MMCA、通産省主催97年マルチメディアグランプリ、パッケージ部門エンターテイメント賞（1997年）- dics magazine SWIMで受賞
- MMCA、通産省主催98年マルチメディアグランプリ、アーティスト賞（1998年）-  dics magazine SWIM next(2)で受賞
- 第8回日本映画プロフェッショナル大賞（1998年）・新人奨励賞（『BLUES HARP』）[54]
- 第27回報知映画賞（2002年）・最優秀主演男優賞（『ハッシュ!』『害虫』）
- 第24回ヨコハマ映画祭（2003年）・主演男優賞（『ハッシュ!』）
- 第17回 高崎映画祭（2003年）・最優秀主演男優賞（『ハッシュ!』）
- 第7回 プラチナ夫婦アワード（2015年） - 妻・大塚寧々とともに[55][56]